# Josef Maria Bocheński
Josef Maria Bocheński OP (pol. Józef Maria Bocheński, 30. října 1902 Czuszów, Polsko – 8. února 1995 Fribourg, Švýcarsko), znám mj. jako J. M. Bocheński, či Innocentius Marie, byl polský filozof a logik.

## Život
Bocheński, narozen do rodiny polského velkostatkáře, studoval nejprve práva na univerzitě ve Lvově, dále pokračoval ve studiu národní ekonomie na univerzitě v německé Poznani a to v době od roku 1920 do 1926. Do řádu Dominikánů vstoupil v roce 1927, načež se v rámci řeholního studia rozhodl pro studium filozofie a pedagogiky na univerzitě ve švýcarském Fribourgu, které započal rok po zasvěcení svého života katolickému řádu. Díky své disertační práci na téma Teorie hmoty jako takové od Straszewskiho (1848-1921) promoval Bocheński jako Dr. phil. (čs. PhDr.).
Následně započal Bocheński v roce 1931 studium teologie na Papežské univerzitě sv. Tomáše Akvinského v Římě, jež ukončil promocí roku 1924 získáním titul doktora teologie (Dr. theol.).  V Římě pokračoval v akademickém životě, tentokrát však jako profesor logiky. V těchto letech došlo k blízkému kontaktu s polskou analytickou školou. O roku 1940 do 1945 sloužil Bocheński u polské armády ve Skotsku a Itálii. Po roce 1945 působil jako profesor historie filozofie 20. století na Fribourské univerzitě a zastával úřád rektora v letech 1964–66. Mnohokrát byl hostujícím profesorem v zahraničí, především pak v USA. V roce 1972 byl penzionován a stal se tak emeritním profesorem.   
Mimo svou akademickou činnost působil Bocheński v mnoha jiných oblastech. Například založil spolek katolické filozofie, tzv. Union mondiale des sociétés catholiques de philosophie. Dále mezi jeho zásluhy nepochybně patří existence a dílo východoevropského institutu na univerzitě ve Fribourgu. Bocheński mj. koncipoval odborný posudek pro německou vládu na téma Zákaz Komunistické strany německa (BVg ,17. října 1956).

## Filozofie
Bocheński se zabýval analytickou filozofií, v níž našel osobní zájem a pokládal se za kosmocentrického Platonika aristotelského stylu. Hlavními předměty jeho celoživotní akademické práce se staly historie filozofie a logiky spolu s logickým zkoumáním filozofických problémů. 
Vedle řady elaborátů o otázkách filozofie a její historie patří Bocheńskmu velký dík především za jeho práce o logice, které jsou považovány za největší přínos jeho děl.
Bocheński se odkazoval na použití implicitní logiky v rámci tradiční scholastiky, na níž bylo jeho pojetí tomismu založeno. 
Bocheński je považován za průkopníka filozofické sovětologie. J. M. Bocheński se silně stranil dialektickému materialismu, který pokládal nikoli jen za blud, ale v jeho chápání také za hřích. 

## Dílo
- De cognitione exsistentiae Dei per viam causalitatis relatae ad fidem catholicam (= Studia Gnesnensia, 14 = Dział teol., 7). Dissertation. Księg. św. Wojciecha, Poznań (Posen) 1936.
- Elementa logicae Graecae. 1937
- Nove Lezioni di Logica Simbolica. 1938
- S. Thomae Aq. 1940
- De modalibus. 1940
- La logique de Théophraste. 1947
- Europäische Philosophie der Gegenwart. Francke, Bern 1947
- On Analogy. 1948
- Précis de logique mathématique. 1949
- Der sowjetrussische dialektische Materialismus (Diamat). 1950
- Ancient Formal Logic. 1951
- Die zeitgenössischen Denkmethoden. 1954; UTB, Stuttgart 1993, ISBN 3-7720-1202-7.
- The Problem of Universals: A Symposium. Bocheński, J. M.; Church, A.; Goodman, N., [Aquinas Symposium, Department of Philosophy of the University of Notre Dame, March 9–10, 1956] Notre Dame Press 1956
- Formale Logik. Alber Freiburg/München 1956 (= Orbis academicus 3, 2), 2002, ISBN 3-495-48071-4.
- The Logic of Religion. 1965
  - Deutsche Ausgabe: Die Logik der Religion. Übersetzt von Albert Menne, 1968
- Die dogmatischen Grundlagen der sowjetischen Philosophie. 1958
- Handbuch des Weltkommunismus, 1958 als Mitherausgeber
- Wege zum philosophischen Denken. Einführung in die Grundbegriffe. Herder, Freiburg im Breisgau 1959
- Als Herausgeber: Logisch-philosophische Studien. Mit Aufsätzen von P. Banks, A. Menne, I.Thomas u. J. M. Bocheński ihm selbst: Alber, Freiburg/München 1959
- Bibliographie der sowjetischen Philosophie, 1959
- Grundriß der Logistik, 1954 (deutsche Ausgabe von Précis de logique mathématique, übersetzt, neu bearbeitet und erweitert von Albert Menne)
- Philosophy. An Introduction, 1962
- Why studies in Soviet Philosophy, 1963
- Logik der Religion, 1968
- Wissenschaft und Glaube, 1969, in: L. Reinisch (Hrsg.): Grenzen der Erkenntnis.
- Marxismus-Leninismus, 1973
- Was ist Autorität? Einführung in die Logik der Autorität, 1974
- Selbstdarstellung. In: Ludwig J. Pongratz (Hrsg.): Philosophie in Selbstdarstellungen. Band I. Meiner, Hamburg 1975
- Erinnerungen eines Logikers, 1983, in: Logisches Philosophieren: Festschrift für Albert Menne zum 60. Geburtstag. Mit einleitenden Erinnerungen von I. M. Bocheński. Olms, Hildesheim/ Zürich/ New York 1983, ISBN 3-487-07421-4.
- Autorität, Freiheit, Glaube. Sozialphilosophische Studien, 1988
- Gottes Dasein und Wesen, Logische Studien zur Summa Theologiae I, qq.2-11 Philosophia Verlag, Reihe Analytica, 2003.
- Handbuch der weltlichen Weisheit, Pigmentar GmbH, Bad Sassendorf 2015.